# Oreocharis mairei
Oreocharis mairei är en tvåhjärtbladig växtart som beskrevs av Augustin Abel Hector Léveillé. Oreocharis mairei ingår i släktet Oreocharis och familjen Gesneriaceae. Inga underarter finns listade i Catalogue of Life.